# كينغسلاي سوكاري
كينغسلاي سوكاري (بالإنجليزية: Kingsley Sokari) (30 مايو 1995 بنيجيريا - ) هو لاعب كرة قدم نيجيري يلعب في مركز الوسط الدفاعي. شارك مع منتخب نيجيريا تحت 20 سنة لكرة القدم ومنتخب نيجيريا تحت 23 سنة لكرة القدم ومنتخب نيجيريا لكرة القدم. أما مع النوادي، فقد لعب مع النادي الرياضي الصفاقسي ونادي إنييمبا إنترناشونال.

## وصلات خارجية
- كينغسلاي سوكاري على موقع الاتحاد الدولي (مؤرشف)  (الإنجليزية)
- كينغسلاي سوكاري على موقع قاعدة بيانات كرة القدم.إي يو (الإنجليزية)
- كينغسلاي سوكاري على موقع ناشيونال فوتبول تيمز (الإنجليزية)